# A Sign of Things to Come
A Sign of Things to Come è il sesto album in studio del gruppo musicale britannico Sylosis, pubblicato l'8 settembre 2023 dalla Nuclear Blast.

## Tracce
Testi e musiche di Josh Middleton.
1. Deadwood – 4:24
2. A Sign of Things to Come – 4:35
3. Pariahs – 3:47
4. Poison for the Lost – 4:19
5. Descent – 4:16
6. Absent – 3:55
7. Eye for an Eye – 4:12
8. Judas – 4:23
9. Thorns – 4:14
10. A Godless Throne – 5:12

## Formazione
Hanno partecipato alle registrazioni, secondo le note di copertina:
Gruppo
- Josh Middleton – voce, chitarra, produzione, missaggio
- Alex Bailey – chitarra
- Conor Marshall – basso
- Ali Richardson – batteria

Altro personale
- Scott Atkins – produzione
- Adam Foster – produzione esecutiva
- Ermin Hamidovic – mastering
- Snakehed – copertina

## Classifiche
| Classifica (2023)         | Posizione massima |
| ------------------------- | ----------------- |
| Regno Unito (independent) | 11                |
| Regno Unito (rock)        | 2                 |
| Scozia                    | 23                |
| Svizzera                  | 93                |